# سعيد حجي

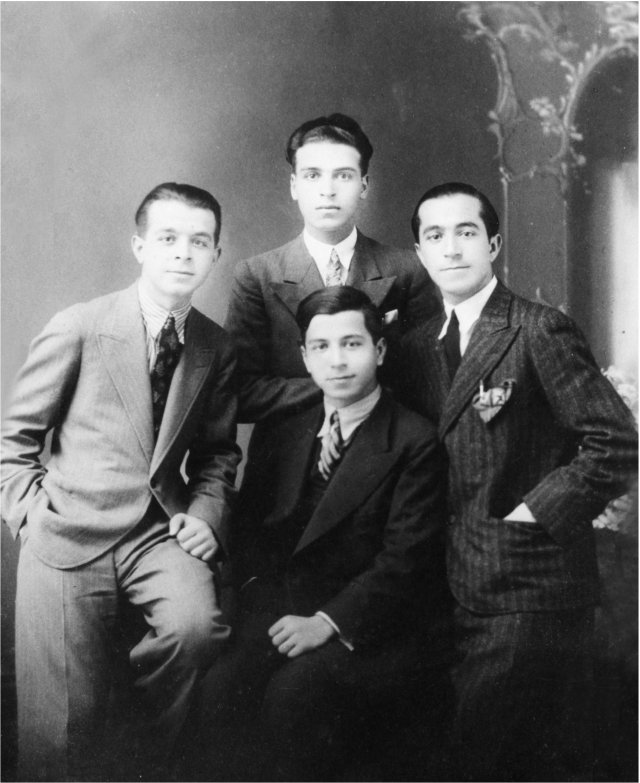
صورة تجمع سعيد حجي (في المقدمة) مع أخويه عبد الكريم وعبد المجيد, إضافة لصديقهم عبد الهادي زنيبر في جامعة دمشق.

سعيد حجي (29 فبراير 1912 - 2 مارس 1942)، هو مفكر وصحفي مغربي. عُرف حجي بكونه قيدوم الصحفيين المغاربة، و «رائد الصحافة الوطنية» خلال فترة الإحتلال الفرنسي للمغرب|.

## حياته
وُلد سعيد حجي بمدينة سلا يوم 29 فبراير 1912، شهرا قبل توقيع معاهدة حماية المغرب من طرف فرنسا، في كنف أسرة ميسورة ومحافظة، وكان هو أصغر إخوته. أسس سنة 1927م جمعية «الوداد» مع بعض الأصدقاء، والتي خصصها لإصدار جرائد أسبوعية وشهرية تنتقد الإستعمار الفرانسي للمغرب. عرًفت جمعية الوداد نفسها بأنها:«عبارة عن جماعة من الشباب المغربي، أخذ على نفسه الاستقامة الدينية والأدبية، وتخلق بالدين الإسلامي، وحفظ كيانه الوطني وعمل لنصرة الحق، ونشر الدين والفضيلة والعلم، ووقف حياته لخدمة بلاده». كان سعيد هو مدير نشر ورئيس تحرير تلك الإصدارات. كان الخط التحريري للكتابات جريئا، إذ أن أسبوعية الوداد ذكرت في صفحتها الأولى يوم 8 يناير 1929 مثلا: «تم إنشاء هذه الجرية من أجل محاربة الإستعمار والعبودية. سيحكم على كل مغربي بالزوال إذا لم يستيقظ حالا وسنضوي تحت شعار: الموت إذا لزم، وعاش المغرب!».
سنة 1930 سيتم منع سعيد وأخيه عبد الكريم من مغادرة المغرب للدراسة في نابلس من طرف السلطات الفرنسية، وذلك لكونهما قد ساندا في كتاباتهما محمد بن عبد الكريم الخطابي، وأرسلا إليه رسالة قامت فرنسا بمنع وصولها إليه. غادر سعيد المغرب للمشرق بطريقة سرية، حيث أكمل دراسته بين بيروت ودمشق ونابلس، وبدأ النضال من أجل تحرير المغرب، كما إلتقى مع شكيب أرسلان، الذي شجعه في أعماله. عاد سعيد للمغرب سنة 1935, حيث انخرط بشكل مباشر في العمل الوطني.
أسس سنة 1937 مطبعة باسم «مطبعة المغرب», والتي كانت تصدر جريدة «المغرب» باللغة العربية من مدينة سلا. كانت الجريدة تصدر ثلاث مرات في الأسبوع، قبل أن تتحول إلى جريدة يومية عندما انتقلت إلى الرباط، وأصبح حجي يملك مطبعة جديدة هي «الأمنية» التي كان مقرها بشارع المامونية بالعاصمة. وكانت الجريدة تهتم أيضا بنشر الكتب المتسلسلة ذات الطابع التاريخي المرتبط بالمغرب مساهمة في التوعية، منها الأنيس المطرب بروض القرطاس في أخبار ملوك المغرب ومدينة فاس لابن أبي زرع و المعجب في تلخيص أخبار المغرب لعبد الواحد المراكشي، كما كانت تضم ملحقا ثقافيا أسبوعيا كان يساهم فيه عدد من الأدباء والكتاب المغاربة. كانت جريدة «المغرب» جزءا من مشروع طموح كان يؤسس له سعيد حجي، فقد كان يريد تأسيس «دار المغرب» لأنه كان معجبا بتجربة «دار الهلال» المصرية التي كانت تصدر عنها مجلة الهلال الشهيرة، وذلك لكي تقوم بدور مؤسسة الصحافة والنشر الوطنية في نشر الجرائد والمجلات وسلاسل الكتب في مختلف الحقول والفنون.

## وفاته
توفي سعيد حجي يوم 2 مارس 1942م نتيجة مرض عضال عن سن لا يتجاوز 30 سنة. كتب عنه في رثائه أحمد النجار في جريدة التقدم مقالة بعنوان الأستاذ سعيد حجي فقيد المغرب والشباب, والتي ذكر في مطلعها: «فقدنا الأخ سعيد والأسى علا فؤادنا، فكان نعيه طامة كبرى ورزءا عظيما لشباب المغرب العامل لتطور البلاد ورقيها. فلم يكن المرحوم من الشباب العادي الذي ليس له قيمة تذكر في الحياة الاجتماعية، بل كان من أوائل القلائل الذين أوقفوا حياتهم على خدمة المغرب خدمة صادقة في النواحي الإيجابية التي كان يراها كمراحل أولى للتطور ورفع مستوى الأوساط.»

## ميراثه وذاكرته
ترك سعيد حجي ميراثا غنيا وطريقا معبدة للصحافة في المغرب. من أبرز الأمور التي تُذكًر حاليا بسعيد حجي:
- كُتب حوله كتاب سعيد حجي: فجر الصحافة الوطنية المغربية في عهد الحماية من طرف عبد الرؤوف حجي.
- سمًي باسمه حي من أكبر أحياء مدينة سلا.
- تسمية مركز ثقافي بسلا الجديدة باسمه.[6]
- تمت تسمية الدورة الأولى لجائزة مؤسسة سلا للثقافة والفنون للصحافة باسم سعيد حجي.[7]